# Nalot stały (meteorologia)
Nalot stały lub tzw. zamróz – rodzaj osadu atmosferycznego w postaci lodu występujący na silnie wychłodzonych powierzchniach pionowych (kamienne ściany, słupy, skały) najczęściej od strony dowietrznej przy napływie ciepłego powietrza po uprzednim okresie mrozu.